# Йономірний аналізатор рідини
Йономірний аналізатор рідини

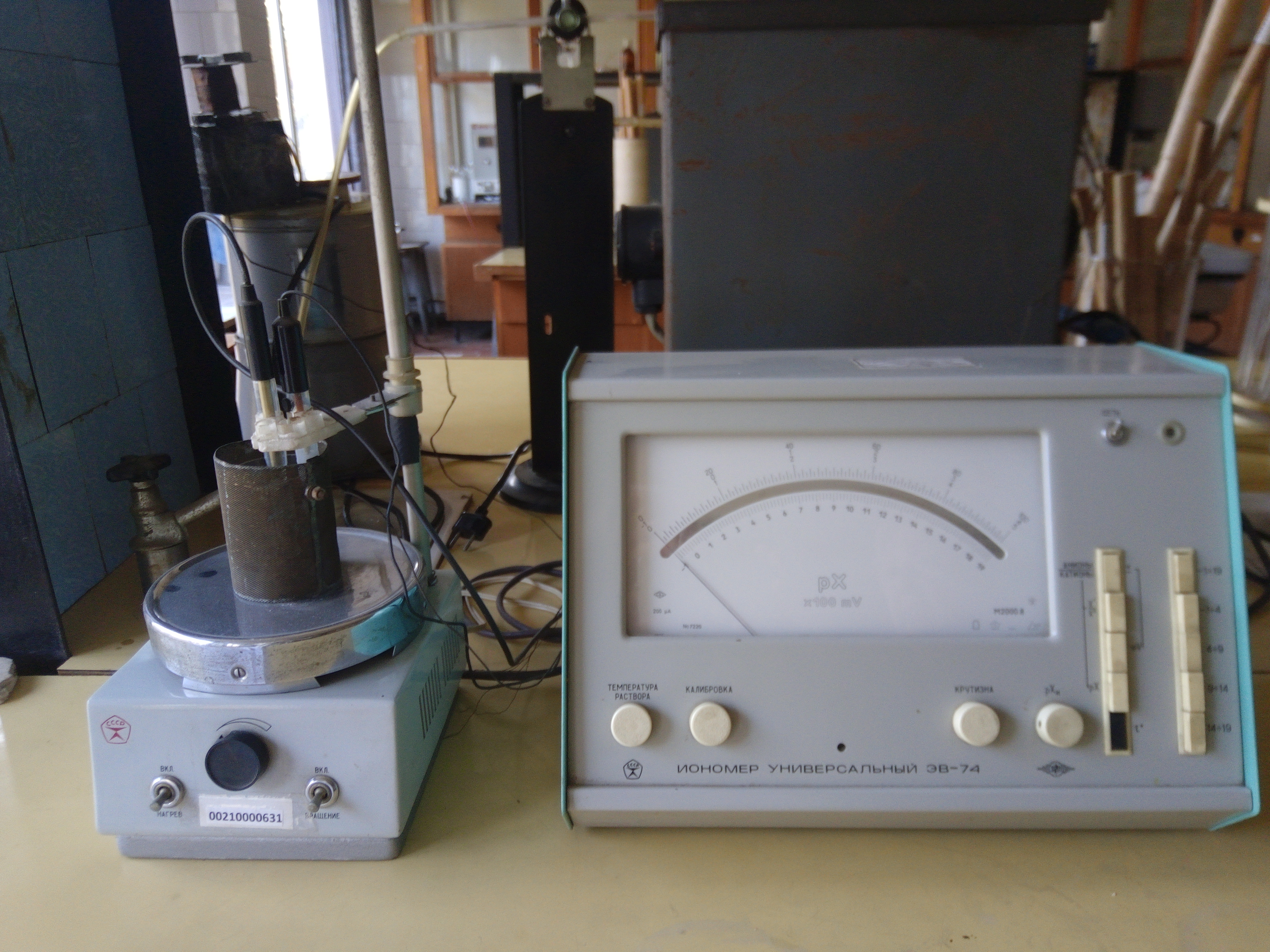
Йонометр універсальний

Робота аналізаторів заснована на вимірюванні ерс електродної системи, що селективно залежить від активності певного йона. Електродна система складається з двох електродів — вимірювального, потенціал якого відносно розчину визначається концентрацією йона, що контролюється в розчині, і допоміжного, який практично не змінює свій потенціал відносно розчину при зміні в ньому концентрації йонів.
На збагачувальних фабриках дані аналізатори можуть використовуватися для вимірювання концентрації активних водневих і сульфідних йонів, йонів ксантогенату і концентрації ціанідів.
Для визначення рН пульпи (концентрації водневих йонів [Н+]) застосовують основний скляний електрод (рис.) і допоміжний (порівняльний) електрод (В).
Скляний електрод являє собою товстостінну скляну трубку з тонкостінною порожнистою кулькою (1), заповнену буферним розчином (2).
У цей розчин поміщено контактний електрод (3), що передає потенціал через ртутний контакт (4) і провідник (5) на вихід датчика.
Допоміжний електрод (В) подає потенціал на вихід (Евих) за допомогою ртутно-каломелевої системи (6) зі скляною ватою (7), вміщених у насичений розчин хлористого калію (8).
Вихідний сигнал (Евих), пропорційний рН пульпи, подається на вторинний прилад — міст постійного струму.
На рудних збагачувальних фабриках набули поширення рН-метри з датчиком типу ДПр-5254 і багатоканальний аналізатор концентрацій реагентів та рН середовища «Реагент 3Б» або АЖЭ-8.
Для вимірювання концентрації сульфідних йонів використовується електродна система, що складається з вимірювального аргентитового електрода і допоміжного хлорсрібного. У цьому випадку на поверхні вимірювального електрода виникає потенціал, пропорційний величині pS, який вимірюється по відношенню до потенціалу допоміжного електрода.
Якщо в пульпі відсутні сульфідні та ціанідні йони, аргетитовий електрод може бути застосований для оцінки концентрації йонів ксантогенату.
Кондуктометричні аналізатори рідини засновані на вимірюванні електропровідності рідини, що залежить від вмісту в ній розчинених речовин і їх природи. Даний аналізатор застосовується рідко, оскільки він характеризується слабкою селективністю і може використовуватися при наявності в розчині тільки однієї речовини з великою концентрацією.